# Trochocercus
Trochocercus är ett litet fågelsläkte i familjen monarker inom ordningen tättingar. Släktet omfattar endast två arter med utbredning i Afrika söder om Sahara:
- Blåhuvad monark (T. nitens)
- Vitvingad monark (T. cyanomelas)